# Анаксарета
Анаксарета (грец. Αναξαρέτη) — кіпрська дівчина з роду Тевкра; зневажила кохання до неї саламінського юнака Іфіса, який через це повісився; Афродіта перетворила дівчину на камінь.